# متیو برکلی
متیو برکلی (انگلیسی: Matthew Berkeley؛ زادهٔ ۳ اوت ۱۹۸۷) بازیکن فوتبال اهل سنت کیتس و نویس است.
از باشگاه‌هایی که در آن بازی کرده‌است می‌توان به باشگاه فوتبال وورکینگتون ای. اف. سی، باشگاه فوتبال آلترینچام، باشگاه فوتبال استافورد تاون، باشگاه فوتبال استافورد رانجرز، باشگاه فوتبال هاید، باشگاه فوتبال نیو سنتس، باشگاه فوتبال کولوین بای، و باشگاه فوتبال درویلزدن اشاره کرد.
وی همچنین در تیم ملی فوتبال سنت کیتس و نویس بازی کرده‌است.